# الحزب الجمهوري الاشتراكي الأيرلندي
كان الحزب الجمهوري الاشتراكي الأيرلندي حزبًا سياسيًا أيرلنديًا صغيرًا ولكنه محوري، أسسه جيمس كونولي عام 1896. كان هدفه تأسيس جمهورية عمال أيرلندية. انقسم الحزب عام 1904 بعد شهور من الخلافات السياسية الداخلية.

## التاريخ
كان الحزب صغيرًا طوال وجوده. وفقًا لمؤرخه لينش، لم يكن للحزب أبدًا أكثر من 80 عضوًا. وعند تأسيسه، علّق صحفي على أن الحزب لديه مقاطع صوتية أكثر من الأعضاء.
ومع ذلك، يُعتبر الحزب من قبل العديد من المؤرخين الأيرلنديين حزبًا له أهمية كبيرة في التاريخ المبكر للاشتراكية والجمهورية الأيرلندية. غالبًا ما يوصف بأنه أول حزب اشتراكي وجمهوري في أيرلندا، وأول منظمة تتبنى أيديولوجية الجمهورية الاشتراكية في الجزيرة. خلال فترته، لم يكن لديه سوى فرع واحد نشط بالفعل، وهو فرع دبلن. كانت هناك عدة محاولات لإنشاء فروع في كورك وبلفاست وليميرك وناس، وحتى في شمال إنجلترا، لكنها لم تحقق الكثير. أقام الحزب روابط مع النسوية والثورية مود غون التي وافقت على الحزب.
أنتج الحزب أول صحيفة اشتراكية منتظمة في أيرلندا هي صحيفة جمهورية العمال، وكان له مرشحين في الانتخابات المحلية، مثلوا إيرلندا في الأممية الثانية، وحرضوا على قضايا مثل حرب البوير وإحياء ذكرى عام 1798. من الناحية السياسية، كان الحزب قبل وقته، ونشر الدعوة إلى «جمهورية» مستقلة في قلب دعايته قبل يفعل ذلك شين فين أو غيره.
لقد وُصف الاجتماع العلني الذي عقده الحزب في السيرة الذاتية للكاتب المسرحي الاشتراكي الأيرلندي شون أوكاسي طبول تحت النافذة.
غادر كونولي، الذي كان منظم الدوام الكامل للحزب، أيرلندا إلى الولايات المتحدة في عام 1903 بعد الصراع الداخلي؛ في الواقع، يبدو أن الأمر كان مزيجًا من الاقتتال الداخلي الصغير وفقره الذي جعل كونولي يتخلى عن أيرلندا (لقد عاد إليها عام 1910). كان كونولي قد اشتبك مع الزعيم الآخر في الحزب، إي. دبليو. ستيوارت، بشأن النقابات العمالية والاستراتيجية الانتخابية. لقد كوّن عددًا صغيرًا من الأعضاء، حول ستيوارت، منظمة صغيرة مناهضة لكونولي تسمى حزب العمل الاشتراكي الأيرلندي. وفي عام 1904، اندمج هذا مع بقايا هذا الحزب لتشكيل الحزب الاشتراكي في أيرلندا.

## روابط خارجية
- مقالة «مراجعة الدراسات السياسية» حول الحزب الجمهوري الاشتراكي الأيرلندي
- نص البرنامج السياسي لعام 1896 للحزب الجمهوري الاشتراكي الأيرلندي
- مراجعة كتاب حول الحزب الجمهوري الاشتراكي الأيرلندي
- مقابلة مع علماء كونولي حول تراث كونولي والحزب الجمهوري الاشتراكي الأيرلندي في الذكرى التسعين لظهور عام 1916. نشرت في صحيفة الصدى الأيرلندي (في الولايات المتحدة)
- مراجعة اليسار الإسكتلندي على دراسة الحزب الجمهوري الاشتراكي الأيرلندي
- مراجعة المجلة الإنجليزية لدراسة الحزب الجمهوري الاشتراكي الأيرلندي
- مراجعة المجلة الاسكتلندية لدراسة الحزب الجمهوري الاشتراكي الأيرلندي
- نظرة نقدية على الحزب الجمهوري الاشتراكي الأيرلندي في المعيار الاشتراكي (المملكة المتحدة)
- تزعم مجلة تاريخ أيرلندا أن جورج ملك إسبانيا أصبح قائد الحزب الجمهوري الاشتراكي الأيرلندي بعد رحيل كونولي إلى الولايات المتحدة في أواخر عام 1903، وهو ادعاء لم يرد في دراسة ديفيد لينش للحزب عام 2005.
- الحزب الجمهوري الاشتراكي الأيرلندي وانتخاب ديوسبري (29 مارس 1902)
- صورة الحزب الجمهوري الاشتراكي الأيرلندي في حديقة فينيكس في دبلن عام 1901